# Naturschutzgebiet Ruhraue Syburg

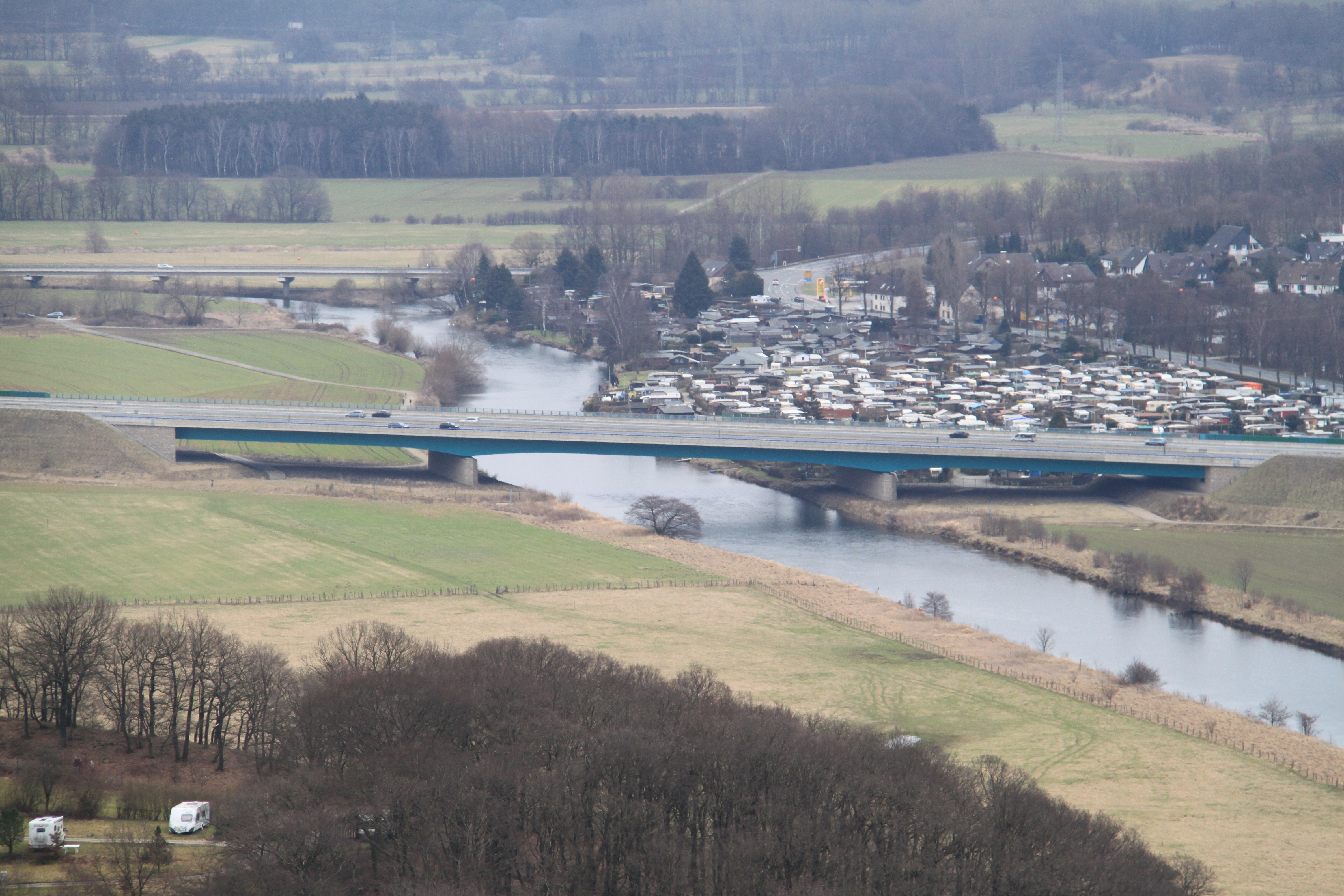
Naturschutzgebiet Ruhraue Syburg in Vordergrund bis zur Autobahnbrücke der A 1

Das Naturschutzgebiet Alter Ruhrgraben mit einer Flächengröße von 36,70 ha befindet sich auf dem Gebiet der kreisfreien Stadt Hagen in Nordrhein-Westfalen. Das Naturschutzgebiet (NSG) wurde 1994 mit dem Landschaftsplan der Stadt Hagen vom Stadtrat von Hagen ausgewiesen. Es liegt im Stadtteil Garenfeld. Das NSG geht bis an die Stadtgrenze. In der Stadt Dortmund grenzt nördlich und direkt das Naturschutzgebiet Ruhrsteilhänge Hohensyburg an. Nur eine Bahntrasse trennt die beiden Schutzgebiete. Im Süden grenzt das NSG direkt an die Ruhr bzw. das Landschaftsschutzgebiet Lennhofsweide und im Osten an die A 1.  

## Gebietsbeschreibung
Im NSG liegt die Flussaue der Ruhr, während die Ruhr selbst außerhalb des NSG verläuft. Im NSG befindet sich Grünland mit Hecken und Kopfbäume. Im Grünland sind auch Mager- und Feuchtwiesen.
Im NSG kaufte die Nordrhein-Westfalen-Stiftung Naturschutz, Heimat- und Kulturpflege ab 1999 37,56 ha Land an, welche von der BUND Kreisgruppe Hagen betreut werden.

## Schutzzweck
Das NSG wurde zur Erhaltung und Wiederherstellung von Lebensgemeinschaften oder Lebensstätten bestimmter wildlebender Pflanzen- und wildlebender Tierarten sowie zur Erhaltung und Entwicklung überregional bedeutsamer Biotope seltener und gefährdeter sowie landschaftsraumtypischer wildlebender Pflanzen- und wildlebender Tierarten von europäischer Bedeutung als Naturschutzgebiet ausgewiesen.

## Verbote und Gebote im NSG
Im NSG ist angeln in großen Bereichen verboten bzw. eingeschränkt. Die Ausübung der Jagd in den Monaten April, Mai, Juni und Juli  sowie die Ausübung der Jagd in Form von Treibjagden bzw. Gesellschaftsjagden ist ebenfalls verboten.